# Castello di Raffadali
Palazzo Principe, tradizionalmente chiamato castello Montaperto, è una residenza signorile del XIV secolo di Raffadali, antico Feudo e sede del Principato di Raffadali e attuale comune italiano della provincia di Agrigento in Sicilia.

## Storia

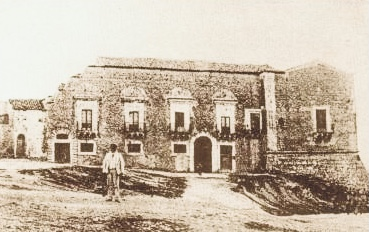
Palazzo Principe intorno al 1890

La struttura più antica risale al XIV secolo.
Nel 1507 Pietro Montaperto, signore di Raffadali, ottenne da re Ferdinando la licentia populandi, concessione che nel regno di Sicilia consisteva nel privilegio di popolare un feudo. In conseguenza di ciò, Pietro Montaperto fece consolidare il castello sulla collinetta, ai cui piedi sorse un borgo. La struttura originaria del castello era quadrilatera e dotata di quattro torri poste agli angoli, con spalti imponenti e un cortile interno. Il complesso era circondato da un fossato. Il castello, oltre ad essere il centro del potere signorile nel feudo, svolgeva anche una funzione difensiva contro le incursioni dei corsari barbareschi. Quando il fenomeno della pirateria perse d’intensità, il castello mutò la sua destinazione da fortezza a palazzo signorile. Niccolò Montaperto avviò importanti lavori di ammodernamento in modo da rendere il castello più confortevole. Furono aperte finestre nelle pareti, e creati saloni decorati con affreschi. Furono, inoltre, eliminati il fossato, il ponte levatoio, e le merlature. Il cortile interno ospitò un giardino.

## La struttura oggi
Nel corso dei secoli il castello perse tre delle quattro torri originarie, l’ala sud, l’ala est e l’ala ovest.